# James D. Bissell

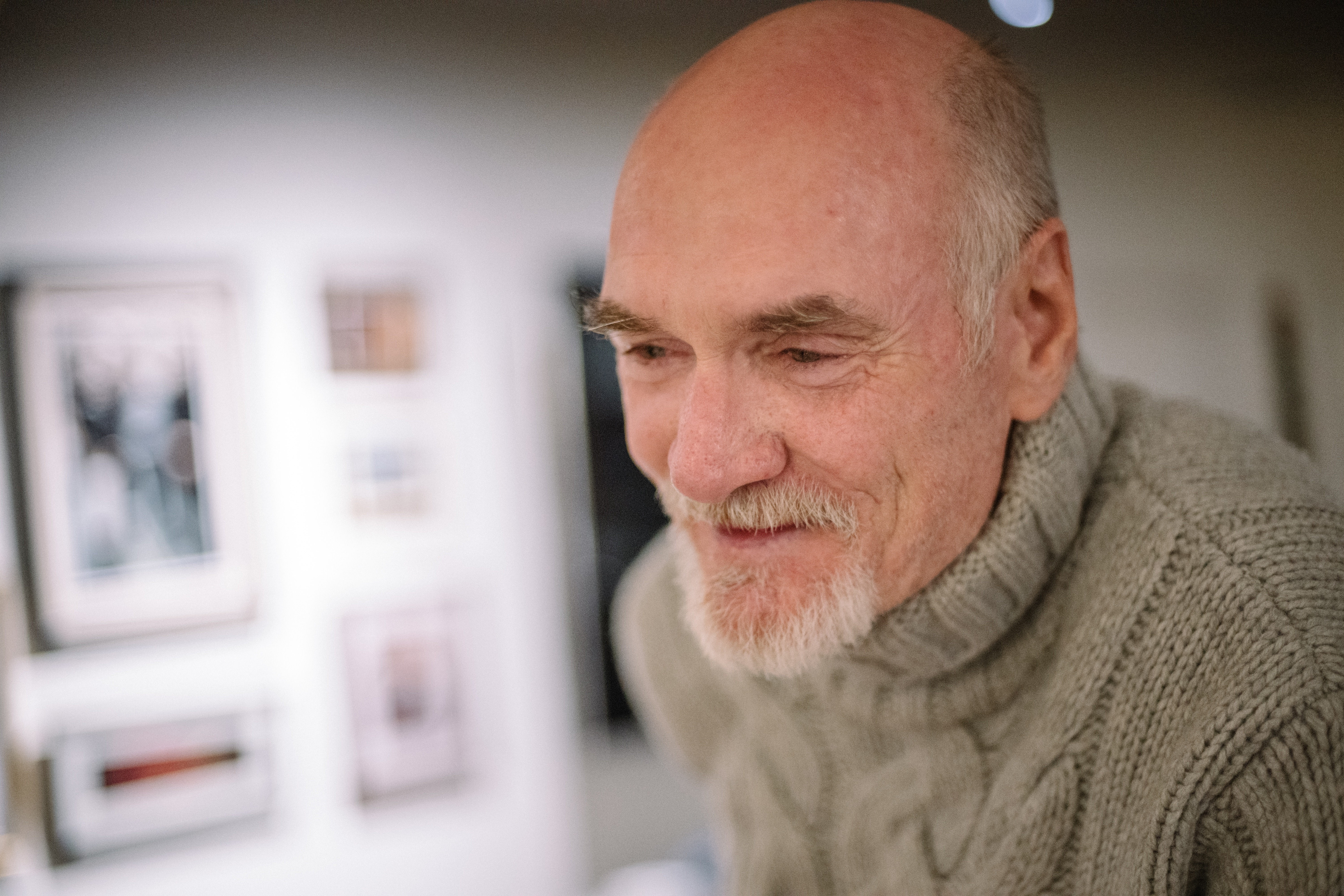
James D. Bissell

James Douglas Bissell, III (geboren am 6. August 1951 in Charleston, South Carolina) ist ein amerikanischer Szenenbildner. Er ist seit Ende der 1970er Jahre im Filmgeschäft tätig und war an mehr als 30 Film- und Fernsehproduktionen beteiligt.
Bissell machte 1973 seinen Bachelor of Fine Arts in Theaterwissenschaften an der University of North Carolina. Im Jahr darauf heiratete er erstes Mal. Die Ehe, aus der ein Sohn hervorging, wurde 1987 geschieden. 1995 ehelichte er die Filmkostümdesignerin Martha Wynne Snetsinger. Die beiden haben zwei Kinder.

## Auszeichnungen und Nominierungen
1980 gewann Bissell gemeinsam mit Bill Webb einen Emmy Primetime Award für das Mitwirken an der Serie Palmerstown, U.S.A.
Bissell wurde bei der Oscarverleihung 2006 gemeinsam mit Jan Pascale für ihre Arbeit an Good Night, and Good Luck für einen Oscar in der Kategorie Bestes Szenenbild nominiert.
Die Art Directors Guild verlieh ihm 2015 den Lifetime Achievement Award für sein Lebenswerk.

## Filmographie (Auswahl)
- 1982: E.T. – Der Außerirdische
- 1987: Der Mann im Hintergrund
- 1995: Jumanji
- 2000: The 6th Day
- 2002: Geständnisse – Confessions of a Dangerous Mind
- 2005: Good Night, and Good Luck
- 2006: 300
- 2020: The Midnight Sky